# Crianlarich
Crianlarich är en ort i Storbritannien.   Den ligger i kommunen Stirling och riksdelen Skottland, i den nordvästra delen av landet, 600 km nordväst om huvudstaden London. Crianlarich ligger 168 meter över havet och antalet invånare är 182.
Terrängen runt Crianlarich är huvudsakligen kuperad. Crianlarich ligger nere i en dal.Runt Crianlarich är det mycket glesbefolkat, med 4 invånare per kvadratkilometer. Det finns inga andra samhällen i närheten. Trakten runt Crianlarich består i huvudsak av gräsmarker.